# Frank Joseph Guarini

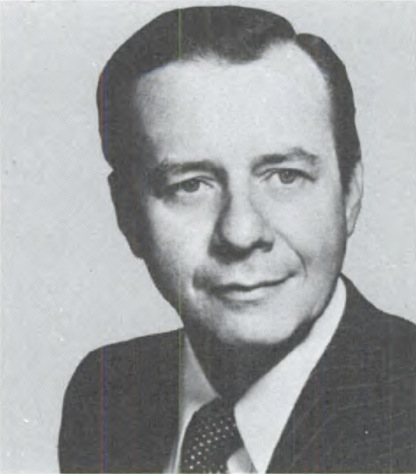
Frank Joseph Guarini (1979)

Frank Joseph Guarini (* 20. August 1924 in Jersey City, New Jersey) ist ein ehemaliger US-amerikanischer Politiker. Zwischen 1979 und 1993 vertrat er den Bundesstaat New Jersey im US-Repräsentantenhaus.

## Werdegang
Frank Guarini besuchte bis 1942 die Lincoln High School. Danach wurde er an der Columbia University zum Marine-Offizier ausgebildet. In den Endphase des Zweiten Weltkrieges diente er in der United States Navy an Bord der USS Mount McKinley. Danach setzte er seine Ausbildung bis 1947 mit einem Studium am Dartmouth College in Hanover (New Hampshire) fort. Nach einem anschließenden Jurastudium an verschiedenen Universitäten und seiner 1951 erfolgten Zulassung als Rechtsanwalt begann er in Jersey City in diesem Beruf zu arbeiten. Gleichzeitig schlug er als Mitglied der Demokratischen Partei eine politische Laufbahn ein. Zwischen 1965 und 1972 gehörte er dem Senat von New Jersey an.
Bei den Kongresswahlen des Jahres 1978 wurde Guarini im 14. Wahlbezirk von New Jersey in das US-Repräsentantenhaus in Washington, D.C. gewählt, wo er am 3. Januar 1979 die Nachfolge von Joseph A. LeFante antrat. Nach sechs Wiederwahlen konnte er bis zum 3. Januar 1993 sieben Legislaturperioden im Kongress absolvieren. Im Jahr 1992 wurde sein Distrikt aufgelöst. Er verzichtete auf eine Kandidatur in einem anderen Bezirk und schied am 3. Januar 1993 aus dem Kongress aus. Nach dem Ende seiner Zeit im US-Repräsentantenhaus zog sich Guarini aus der Politik zurück.